# Szczyt NATO w Bonn 1982
Szczyt NATO w Bonn 1982 – 6. szczyt NATO zorganizowany w Bonn 10 czerwca 1982.
Podczas 6. Szczytu do Sojuszu Północnoatlantyckiego przyjęto Hiszpanię. Szefowie państw i rządów dyskutowali między innymi na temat głównych założeniach Sojuszu Północnoatlantyckiego dotyczących kontroli zbrojeń i rozbrojenia, oraz o zintegrowanej obronie NATO.

## Postanowienia szczytu
Na zakończenie szczytu opublikowano Deklarację szefów państw i rządów, Dokument o kontroli zbrojeń i rozbrojeniu oraz Dokument o zintegrowanej obronie NATO.
W Deklaracji szefów państw i rządów poinformowano o celach i głównych założeniach Sojuszu Północnoatlantyckiego dotyczących kontroli zbrojeń i rozbrojenia. Przedstawiono też stanowisko w sprawie zintegrowanej obrony NATO. Ponadto ratyfikowano przystąpienie Hiszpanii do NATO. Podkreślono, że Sojusz Północnoatlantycki jest stowarzyszeniem wolnych narodów połączonych w celu zachowania bezpieczeństwa dzięki wzajemnym gwarancjom i zbiorowej samoobronie uznanej w Karcie Narodów Zjednoczonych, a jego siłą jest solidarność z jednoczesnym prawem każdego z członków do wyboru własnej polityki i wewnętrznego rozwoju.
Odniesiono się też do hegemonistycznej polityki prowadzonej przez ZSRR wobec swoich satelitów. Uznano, że państwo to jest skłonne użyć siły poza własnymi granicami, czego dowodem był atak na Afganistan i jego podejście do kryzysu w Polsce. Oceniono, że Związek Radziecki przez ostatnią dekadę przeznaczał znaczne zasoby na rozbudowę armii, która znacznie przekraczała jego własne potrzeby obronne.
W deklaracji przedstawiono również sześciopunktowy program na rzecz pokoju i wolności, którego celem było:
- zapobieganie wojnie i budowa podstaw trwałego pokoju,
- zachowanie bezpieczeństwa w obszarze północnoatlantyckim za pomocą sił konwencjonalnych i jądrowych, odpowiednich do powstrzymania agresji i zastraszania,
- trwała równowaga sił utrzymywana na najniższym możliwym poziomie, wzmacniająca pokój i bezpieczeństwo międzynarodowe,
- rozwój istotnych i zrównoważonych relacji Wschód–Zachód służący prawdziwemu odprężeniu,
- dążenie do pokojowego rozwoju na całym świecie,
- zapewnienie stabilności gospodarczej i społecznej, wzmocnienie sojuszniczej zdolności do ochrony bezpieczeństwa.

W końcowej części dokumentu wpisano wspólne zobowiązanie w sprawie zaangażowania w bezpieczeństwo i wolność Berlina Zachodniego. Przypomniano, że prawa i obowiązki czterech mocarstw wobec Berlina i Niemiec pozostają nienaruszone.
W Dokumencie o kontroli zbrojeń i rozbrojeniu wpisano, że porozumienia w tej sprawie przyczyniają się do umacniania pokoju i stanowią integralną część prowadzonej polityki bezpieczeństwa. Podkreślono, że zachodnie propozycje przedstawiają możliwość znacznego ograniczenia amerykańskiej i radzieckiej broni jądrowej i sił konwencjonalnych w Europie. Wezwano Związek Radziecki, aby w zbliżających się negocjacjach w sprawie redukcji zbrojeń strategicznych START zgodził się na znaczące zmniejszenie sił nuklearnych.
Sygnatariusze przychylnie ustosunkowali się do propozycji KBWE, aby ramach madryckiego spotkania zorganizować konferencję na temat budowy środków zaufania i bezpieczeństwa oraz rozbrojenia w Europie. Uczestnicy szczytu zapowiedzieli ponadto, że w komisji ds. rozbrojenia obradującej w Genewie sojusznicy będą aktywnie dążyć do uzyskania porozumienia w sprawie całkowitego zakazu użycia broni chemicznej.
W Dokumencie o zintegrowanej obronie NATO przyjęto z zadowoleniem zamiar uczestnictwa Hiszpanii w tym przedsięwzięciu. Ustalono, że pozycja obronna NATO powinna być wzmacniana poprzez rozbudowę sił konwencjonalnych. Zapowiedziano rozbudowę środków mających na celu poprawę gotowości bojowej sił oraz gotowości i zdolności mobilizacyjnych sił rezerwowych.
W Dokumencie zwrócono też uwagę na zawartą umowę między Stanami Zjednoczonymi a Republiką Federalną Niemiec w sprawie pomocy państwa-gospodarza w czasie wojny. Zalecono dalsze wdrażanie środków określonych w LTDP, aby zwiększyć ogólne zdolności obronne oraz poprawić procedury planowania NATO. Podkreślono konieczność pełnego wykorzystania nowych technologii oraz zaapelowano o ograniczenia transferu technologii militarnej do państw Układu Warszawskiego.
Na koniec przywódcy potwierdzili potrzebę prowadzenia konsultacji, wymiany uwag, poglądów i ocen. Wnioski miały posłużyć do wyznaczenia wspólnych celów z uwzględnieniem wpływu na bezpieczeństwo i zdolności obronne NATO.